# Базарбаев, Аскар Ермурзаевич
Аскар Ермурзаевич Базарбаев (каз. Асқар Ермырзаұлы Базарбаев, род. 13 ноября 1954; Талдыкорган, Казахская ССР, СССР) — казахстанский государственный и политический деятель, депутат Мажилиса Парламента Республики Казахстан (с 2012 года).

## Биография
Аскар Ермурзаевич Базарбаев родился в 1954 году в г. Талдыкоргане. 
В 1977 году окончил Казахский политехнический институт имени В.И. Ленина по специальности «Автоматизация металлургического производства», квалификация — инженер.

### Трудовая деятельность
Трудовую деятельность начал в 1971 году рабочим Алматинского комбината нерудных материалов.
С 1977 по 1980 годы — инженер, старший инженер центральной лаборатории автоматизации и механизации Карагандинского металлургического комбината города Темиртау.
С 1980 по 1988 годы — инструктор парткома Карагандинского металлургического комбината города Темиртау, инструктор промышленно-транспортного отдела Темиртауского горкома партии, инструктор, заместитель заведующего отделом промышленности Карагандинского обкома партии.
С 1988 по 1991 годы — второй, первый секретарь Темиртауского горкома партии.
С 1991 по 1993 годы — директор представительства совместного советско-швейцарского предприятия СП «ТСК Стил».
С 1993 по 1995 годы — заместитель генерального директора Карметкомбината — директор представительства.
С 1996 по 1999 годы — заместитель директора ТОО «ХлебЛТД», президент ТОО «Базарстан».
С 1999 по 2002 годы — помощник акима Карагандинской области.
С 2002 по 2007 годы — руководитель аппарата акима Карагандинской области.
С 2007 по 2009 годы — заместитель акима Карагандинской области.
С 2009 по 2012 годы — первый заместитель председателя Карагандинского областного филиала НДП «Нур Отан».
С 18 января 2012 по 20 января 2016 годы — депутат Мажилиса Парламента Республики Казахстан V созыва по партийному списку Народно-Демократической партии «Нур Отан», член Комитета по экономической реформе и региональному развитию Мажилиса Парламента РК.
С 24 марта 2016 года — депутат Мажилиса Парламента Республики Казахстан VІ созыва от партии «Нур Отан», член Комитета по экономической реформе и региональному развитию Мажилиса Парламента РК.

## Награды
- Почётная грамота Республики Казахстан (2004)
- Орден Курмет (2009)[3]
- Орден «Содружество» (27 марта 2017 года, Межпарламентская ассамблея СНГ) — за активное участие в деятельности Межпарламентской Ассамблеи и её органов, вклад в укрепление дружбы между народами государств — участников Содружества Независимых Государств[4]
- Награждён правительственными и юбилейными государственными медалями Республики Казахстан и др.